# Dorte Ebling
Dorte Ebling (født 1961) er en tidligere dansk atlet, som var medlem i SNIK, AK73 og Københavns IF.
Dorte Ebling vandt som kun 17-årig DM i længdespring 1978 og deltog i Universiaden i Mexico 1979.
Dorte Ebling er uddannet cand.mag. fra Københavns Universitet i dansk, idræt og litteraturvidenskab 1979–1991 og siden 1992 chefkonsulent hos Dansk Magisterforening. Hun er også atletiktræner i Holte Idrætsforening.

## Danske mesterskaber
- Bronze 1983 Længdespring 5,86
- Bronze 1982 60 meter hæk inde 9,0
- Sølv 1981 Femkamp 3505p
- Guld 1978 Længdespring 5,96
- Sølv 1977 Længdespring 5,84
- Bronze 1976 Længdespring 5,76

## Personlige rekorder
- 100 meter: 12,7h 1982
- 200 meter: 26,72h 1984
- 400 meter: 60,87 1983
- 800 meter: 2,16,92 1985
- 100 meter hæk: 14,5h 1981
- 100 meter hæk: 65,78 1987
- Længdespring: 5,99 1981
- Højdespring: 1,56 1985
- Trespring: 10,38 1981
- Spydkast: 32.68 1985
- Kuglestød: 9,85 1985
- Syvkamp: 4840 p 1985

(Serie: 14,79 – 1,56 – 9,55- 26,73 / 5,34 – 32,68 – 2,16,92)